# Conon Arămescu-Donici
Conon Arămescu Donici (n. 2 februarie 1837, Bahna, județul Neamț – d. 7 august 1922, București) a fost un cleric român, care a deținut funcția de mitropolit-primat al Bisericii Ortodoxe Române (1912-1918).

## Studii
Din 1880 până în 1885 a studiat teologia la Universitatea Franz Joseph din Cernăuți, pe care a absolvit-o cu titlul de doctor.

## Relații politice
A avut relații strânse cu președintele francez Raymond Poincaré. El a oficiat slujba de convertire la Ortodoxie a regelui Ferdinand I, devenind ulterior consilier al acestuia. În 1913 a efectuat o călătorie la Constantinopol, pentru a se întâlni cu Patriarhul Ecumenic al Constantinopolului și a începe demersurile pentru crearea unei patriarhii române. 
În Primul Război Mondial Turcia a intrat în război împotriva României, ceea ce a făcut imposibilă înființarea oricărei noi patriarhii. Mitropolitul Conon a fost nevoit să-și abandoneze toate planurile mărețe pe care le avea pentru Biserica Ortodoxă Română.
În ianuarie 1917 în mod controversat, manifestul către armată, redactat de Gala Galaction și semnat de mitropolitul Conon-Arămescu Donici, a fost aruncat de aviatorii germani în tranșeele românești.
Mitropolitul Dr. Conon Arămescu Donici a trecut la cele veșnice la 7 august 1922, în București. A fost înmormântat la Mănăstirea Cernica.